# Beisbol als Jocs Olímpics d'Estiu del 2000
Als Jocs Olímpics d'Estiu del 2000 celebrats a la ciutat de Sydney (Austràlia) es disputà una prova de beisbol en categoria masculina. La competició se celebrà entre els dies 17 i 27 de setembre del 2000 al Baseball Stadium del Parc Olímpic de Sydney.

## Comitès participants
Hi participaren un total de 192 jugadors de 8 comitès nacionals diferents:
| - Austràlia - Corea del Sud - Cuba - Estats Units | - Itàlia - Japó - Països Baixos - Sud-àfrica |

## Resum de medalles
| Prova   | Or | Argent | Bronze |
| Beisbol | Estats UnitsBrent Abernathy · Kurt Ainsworth · Pat Borders · Sean Burroughs · John Cotton · Travis Dawkins · Adam Everett · Ryan Franklin · Chris George · Shane Heams · Marcus Jensen · Mike Kinkade · Rick Krivda · Doug Mientkiewicz · Mike Neill · Roy Oswalt · Jon Rauch · Anthony Sanders · Bobby Seay · Ben Sheets · Brad Wilkerson · Todd Williams · Ernie Young · Tim Young | CubaOmar Ajete · Yovany Aragon · Miguel Caldés · Danel Castro · José Contreras · Yobal Dueñas · Yasser Gómez · José Ibar · Orestes Kindelán · Pedro Luis Lazo · Omar Linares · Oscar Macías · Juan Manrique · Javier Méndez · Rolando Merino · Germán Mesa · Antonio Massó · Ariel Pestano · Gabriel Pierre · Maels Rodríguez · Antonio Scull · Luis Ulacia · Lázaro Valle · Norge Luis Vera | Corea del SudJang Sung-Ho · Chong Tae-Hyon · Chung Min-Tae · Jung Soo-Keun · Hong Sung-Heon · Jin Pil-jung · Kim Dong-Joo · Kim Han-Soo · Kim Ki-Tae · Kim Soo-Kyung · Kim Tae-Gyun · Koo Dae-Sung · Lee Byung-Kyu · Lee Seung-Ho · Lee Seung-Yeop · Lim Chang-Yong · Lim Sun-Dong · Park Jae-Hong · Park Jin-Man · Park Jong-Ho · Park Kyung-Oan · Park Seok-Jin · Son Min-Han · Song Jin-Woo |

## Medaller
| Posició | País          | Or | Argent | Bronze | Total |
| 1       | Estats Units  | 1  | 0      | 0      | 1     |
| 2       | Cuba          | 0  | 1      | 0      | 1     |
| 3       | Corea del Sud | 0  | 0      | 1      | 1     |

## Resultats

### Ronda preliminar
| Hora  | Local         | Marcador | Visitant      |
| ----- | ------------- | -------- | ------------- |
| 11:30 | Cuba          | 16 - 0   | Sud-àfrica    |
| 12:30 | Japó          | 2 - 4    | Estats Units  |
| 18:30 | Corea del Sud | 10 - 2   | Itàlia        |
| 19:30 | Austràlia     | 4 - 6    | Països Baixos |

| Horari | Local         | Marcador | Visitant      |
| ------ | ------------- | -------- | ------------- |
| 11:30  | Cuba          | 13 - 5   | Itàlia        |
| 12:30  | Corea del Sud | 3 - 5    | Austràlia     |
| 18:30  | Estats Units  | 11 - 1   | Sud-àfrica    |
| 19:30  | Japó          | 5 - 4    | Països Baixos |

| Horari | Local        | Marcador | Visitant      |
| ------ | ------------ | -------- | ------------- |
| 11:30  | Itàlia       | 13 - 0   | Sud-àfrica    |
| 12:30  | Japó         | 7 - 3    | Austràlia     |
| 18:30  | Estats Units | 6 - 2    | Països Baixos |
| 19:30  | Cuba         | 6 - 5    | Corea del Sud |

| Horari | Local         | Marcador | Visitant      |
| ------ | ------------- | -------- | ------------- |
| 11:30  | Japó          | 6 - 1    | Itàlia        |
| 12:30  | Països Baixos | 4 - 2    | Cuba          |
| 18:30  | Austràlia     | 10 - 4   | Sud-àfrica    |
| 19:30  | Estats Units  | 4 - 0    | Corea del Sud |

| Horari | Local         | Marcador | Visitant      |
| ------ | ------------- | -------- | ------------- |
| 11:30  | Corea del Sud | 2 - 0    | Països Baixos |
| 12:30  | Cuba          | 1 - 0    | Austràlia     |
| 18:30  | Japó          | 8 - 0    | Sud-àfrica    |
| 19:30  | Estats Units  | 4 - 2    | Itàlia        |

| Horari | Local         | Marcador | Visitant      |
| ------ | ------------- | -------- | ------------- |
| 11:30  | Sud-àfrica    | 3 - 2    | Països Baixos |
| 12:30  | Corea del Sud | 8 - 7    | Japó          |
| 18:30  | Itàlia        | 8 - 7    | Austràlia     |
| 19:30  | Cuba          | 5 - 1    | Estats Units  |

| Horari | Local         | Marcador | Visitant   |
| ------ | ------------- | -------- | ---------- |
| 11:30  | Països Baixos | 3 - 2    | Itàlia     |
| 12:30  | Corea del Sud | 13 - 3   | Sud-àfrica |
| 18:30  | Cuba          | 6 - 2    | Japó       |
| 19:30  | Estats Units  | 12 - 1   | Austràlia  |

Resultats
| Equip         | G | P | Diferencial |
| ------------- | - | - | ----------- |
| Cuba          | 6 | 1 | 1-0         |
| Estats Units  | 6 | 1 | 0-1         |
| Corea del Sud | 4 | 3 | 1-0         |
| Japó          | 4 | 3 | 0-1         |
| Països Baixos | 3 | 4 | -           |
| Itàlia        | 2 | 5 | 1-0         |
| Austràlia     | 2 | 5 | 0-1         |
| Sud-àfrica    | 1 | 6 | -           |

### Semifinals
| Local        | Marcador | Visitant      |
| ------------ | -------- | ------------- |
| Cuba         | 3 - 0    | Japó          |
| Estats Units | 3 - 2    | Corea del Sud |

### Medalla de bronze
| Local | Marcador | Visitant      |
| ----- | -------- | ------------- |
| Japó  | 1 - 3    | Corea del Sud |

### Final
| Local        | Marcador | Visitant |
| ------------ | -------- | -------- |
| Estats Units | 4 - 0    | Cuba     |